# Loxosceles sabina
Loxosceles sabina là một loài nhện trong họ Sicariidae.
Loài này thuộc chi Loxosceles. Loxosceles sabina được miêu tả năm 1983 bởi Gertsch & Ennik.